# Jang Mi-ran
Jang Mi-ran (kor. 장미란; ur. 9 października 1983 w Hongcheon) – koreańska sztangistka, trzykrotna medalistka olimpijska i czterokrotna mistrzyni świata.
Startowała w kategorii powyżej 75 kg. W 2008 roku zdobyła złoty medal igrzysk olimpijskich 2008 w Pekinie. Podczas tych zawodów ustanowiła trzy rekordy świata: w dwuboju rezultatem 326 kg oraz w rwaniu 140 kg i podrzucie 186 kg, osiągając przewagę 49 kg (!) nad następną zawodniczką w dwuboju. Cztery lata wcześniej zdobyła srebrny medal podczas igrzysk olimpijskich w Atenach. Wywalczyła również brązowy medal na igrzyskach olimpijskich w Londynie w 2012 roku. Pierwotnie zajęła tam czwarte miejsce, jednak w listopadzie 2016 roku za doping zdyskwalifikowana została Ormianka Hripsime Churszudian (3. miejsce), a brąz przyznano Koreance.
Czterokrotna mistrzyni świata. Pierwsze trzy medale mistrzostw świata (MŚ Doha 2005, MŚ Santo Domingo 2006 i MŚ Chiang Mai 2007) wygrała masą ciała, mając identyczne wyniki w dwuboju jak cięższa o kilkanaście kilogramów Chinka Mu Shuangshuang. Na mistrzostwach świata w Goyang (2009) pobiła rekord świata w podrzucie wynikiem 187 kg, a wynik 323 kg w dwuboju był lepszy o 20 kg od drugiej w klasyfikacji Rosjanki Tatjany Kaszyriny.
W 2002 i 2006 roku została wicemistrzynią igrzysk azjatyckich w wadze superciężkiej, natomiast w tej samej kategorii na igrzyskach azjatyckich rozgrywanych w 2010 roku wywalczyła tytuł mistrzowski.

## Osiągnięcia
| Rok  | Zawody               | Miasto        | Miejsce | Wynik    |
| ---- | -------------------- | ------------- | ------- | -------- |
| 2004 | Igrzyska olimpijskie | Ateny         | 2       | 302.5 kg |
| 2005 | Mistrzostwa świata   | Doha          | 1       | 300 kg   |
| 2006 | Mistrzostwa świata   | Santo Domingo | 1       | 314 kg   |
| 2007 | Mistrzostwa świata   | Chiang Mai    | 1       | 319 kg   |
| 2008 | Igrzyska olimpijskie | Pekin         | 1       | 326 kg   |
| 2009 | Mistrzostwa świata   | Koyang        | 1       | 323 kg   |
| 2010 | Mistrzostwa świata   | Antalya       | 3       | 309 kg   |